# 5. Badisches Infanterie-Regiment Nr. 113
Das 5. Badische Infanterie-Regiment Nr. 113 war ein Infanterieverband der Linieninfanterie im Korps der Badischen Armee, der als 5. Großherzoglich-Badisches Infanterie-Regiment am 16. Februar 1861 aufgestellt wurde und 1871 als Teil des badischen Kontingents in der Preußischen Armee mit der Regiments-Nummer 113 aufging. Nach Teilnahme am Ersten Weltkriegs wurde das Regiment aufgelöst.

## Geschichte
Das Regiment wurde am 16. Februar 1861 (Stiftungstag) gegründet und am gleichen Tag als 5. Linien-Infanterie-Regiment der Badischen Armee aufgestellt. Die anfängliche Bezeichnung als 5. Großherzoglich-Badisches Infanterie-Regiment änderte sich ab dem 1. Juli 1871 auf den Namen 5. Badisches Infanterie-Regiment Nr. 113. Die Traditionsübernahme erfolgte 1921 beim 14. (Bad.) Infanterie-Regiment (Reichswehr) von der 14. Kompanie.

### Regimentsgeschichte in der Badischen Armee (1861 bis 1871)

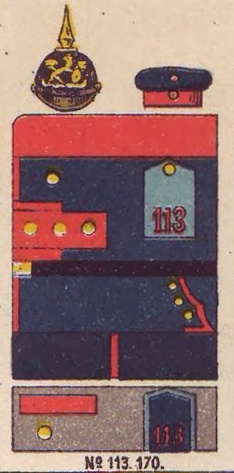
Uniform der „113er“

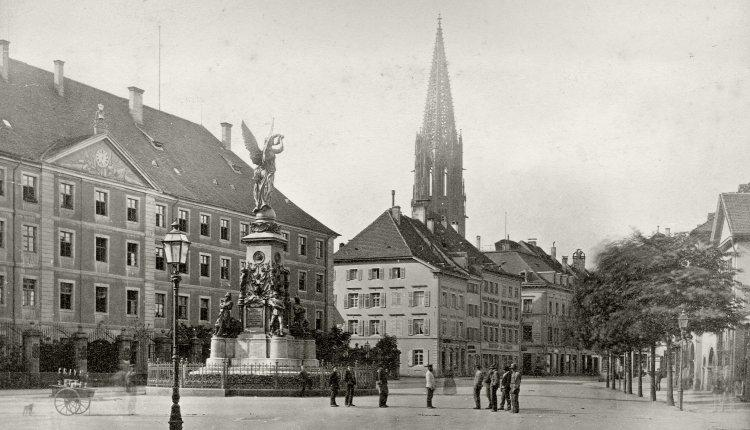
Die Karlskaserne Freiburg, Garnison des 5. Badisches Infanterie-Regiment Nr. 113

Die Vorgeschichte des Regiments Nr. 113 geht wie bei weiteren Regimentern auf die 1803 aufgestellte Infanterie im Korps der Badischen Armee zurück. Am 23. Oktober 1857 wurde mit Aufstellungsordre Nummer 70 die Formation eines dritten selbständigen Füsilier-Bataillons in Karlsruhe befohlen. Noch vor der Teilnahme am Herbstmanöver von 1858 erhielt das Bataillon am 17. September eine eigene Fahne, die in Anerkennung und auf Befehl von Großherzog Friedrich I. von Baden verliehen wurde.
Regimentsaufstellung und Folgegliederungen
Am 16. Februar 1861 wurde aus diesem III. (Füsilier-)Bataillon das 5. Linien-Infanterie-Regiment aufgestellt. Nach dem Krieg gegen Frankreich trat am 1. Juli 1871 die am 25. November 1870 zwischen Preußen und Baden geschlossene Militärkonvention in Kraft, nach der die Badische Armee als Kontingent in der Preußischen Armee aufging.

### Regimentsgeschichte im Kaiserreich (1871–1913)
- 1. Juli 1871: Im Rahmen der preußischen Militärkonvention vom 25. November 1870 und durch folgende Allerhöchste Kabinetts Ordre (A.K.O.) wird dem Regiment der Name 5. badisches Infanterie-Regiment Nr. 113 verliehen.
- 7. Oktober 1885: Erbgroßherzog Friedrich von Baden tritt dienstleistend zum Regiment.[4]
- 1. April 1887: Vom 1. Badisches Leib-Grenadier-Regiment Nr. 109 wird dessen 8. Kompanie an das Regiment abgegeben, das gleichzeitig ein in Neubreisach stationiertes IV. Bataillon (13.–16. Komp.) aufstellt.[1] Am 1. Oktober 1893 wurde dieses Bataillon zur Aufstellung des 7. badischen Infanterie-Regiments Nr. 142 wieder abgegeben.
- 22. März 1889 bis 27. Januar 1891: Erbgroßherzog Friedrich von Baden Kommandeur des Regiments
- 22. März 1891: Erbgroßherzog Friedrich von Baden zum Chef des Regiments ernannt
- 1. Oktober 1913: Aufstellung einer Maschinengewehr-Kompagnie.

Uniform und Ausrüstung 1871–1913
Mit dem Übergang vom königlich badischen zum kaiserlich preußischem Regiment wurden die Abzeichenfarbe für Uniformrock, Ärmelpatten, Portepees etc. nach der preußischen Farbfolge neu geregelt. Die Uniform des Regiments war an hellblauen Schulterklappen, roten Ärmelplatten, gelben Knöpfen sowie Helmbeschlägen erkennbar.
Die Bewaffnung des Regiments wurde in dieser Zeit nach und nach modernisiert; das preußische  Zündnadelgewehr war bereits 1868 eingeführt worden.

### Formationsgeschichte im Ersten Weltkrieg (1914–1919)
Zum Beginn des Ersten Weltkrieges gehörte das 5. Badische Infanterie-Regiment Nr. 113 zur 57. Infanterie-Brigade, die schon 1806 als 3. Infanterie-Brigade des großherzoglich badischen Militärs errichtet wurde. Diese Brigade war innerhalb des XIV. Armee-Korps der 29. Infanterie-Division unterstellt.
Der Umfang der Fronteinsatzeinheiten des 113. Infanterie-Regiments in der Zeit 1914–1919 wird wie folgt angegeben:
- 12, vorübergehend im Jahr 1916 sechzehn Kompanien
- eine, 1916 vier, ab 1917 drei MG-Kompanien
- 1 Minenwerferkompanie (ab Sept. 1918)

Zum Kriegsbeginn 1914 war das Regiment wie folgt unterstellt:
- XIV. Armee-Korps
  - 29. Division
    - 57. Infanterie-Brigade, gemeinsam mit folgenden Einheiten:[8]
      - 5. Badisches Infanterie-Regiment Nr. 113
      - 6. Badisches Infanterie-Regiment „Kaiser Friedrich III.“ Nr. 114

Im Sept. 1916 trat das Kommando der 57. Infanterie-Brigade zur neu aufgestellten 212. Infanterie-Division (und wurde dann um die Jahreswende 1916/7 aufgelöst), seither unterstand das Regiment bis zum Kriegsende zusammen mit dem oben bereits erwähnten IR 114 und dem 7. badischen Infanterie-Regiment Nr. 142 der 58. Infanterie-Brigade.
Am 26. September 1916 stellten die Infanterie-Regimenter 112, 113 und 142 zu den bereits bestehenden drei Bataillonen vorübergehend ein viertes es sowie vier Maschinengewehr-Kompanien auf. Dieses vierte Bataillon wurde bereits am 30. Januar 1917 wieder aufgelöst, wobei die 13. Kompanie in die 2., die 14. Kompanie in die 6. und die 15. Kompanie in die 10. integriert wurde. Der Personalbestand der 16. Kompanie wurde auf das ganze Regiment aufgeteilt. Die 4. Maschinengewehr-Kompanie wurde ebenfalls Anfang 1917 aufgelöst.
Zu Kriegsbeginn hatte jedes Infanterie-Regiment, einschließlich der Reserve- und Landwehr-Infanterie-Regimenter, für die Ausbildung des Ersatzes ein Ersatz-Bataillon aufgestellt. Im Januar 1915 wurde die Aufstellung eines zweiten Ersatz-Bataillons für jedes aktive Infanterie-Regiment angeordnet. Die Ersatzbataillone bestanden aus voll ausgebildeten Mannschaften, Unteroffizieren und Offizieren und dienten als Pool, um im Falle von Verlusten im Felde entsprechenden Ersatz unverzüglich stellen zu können. An jedes Ersatzbataillon war  ein oder mehrere sog. „Rekruten-Depots“ angeschlossen, in denen neu eingezogene Soldaten und Kriegsfreiwillige ihre Grundausbildung erhielten. Weiter wurden durch die Ersatz-Bataillone auch neue Truppen aufgestellt. Das 1. Ersatz-Bataillon wurde am 2. August 1914 errichtet und in Freiburg stationiert. Das 2. Ersatz-Bataillon wurde am 6. Februar 1915 ebenfalls in Freiburg gebildet. Es wurde im November 1917 wieder aufgelöst.
Ersatz-Truppenteile zum Ersten Weltkrieg:
Nachfolgend eine Übersicht zu den Ersatztruppenteilen:
- 1. Ersatz-Bataillon Inf.-Rgt. Nr. 113 aufgestellt in Freiburg

Mitte August 1914 traten zwei Komp. zum Brigade-Ersatz-Bataillon Nr. 57
im Herbst 1914 traten die 3. & 4. Komp. zum neu gebildeten R.I.R. Nr. 239.
Im Jahr 1918 kam die 1. Komp. zum vorübergehend aufgestellten  I.R. Nr. 626.
das Ersatz-Bataillon stellte bis 22. Juli 1916 auch den Ersatz für das II./Ersatz-Infanterie-Regiment Nr. 28.
Das 2. Ersatz-Bataillon / IR 113 wurde am 10. November 1917 aufgelöst.

## Garnisonen und Standorte
Im Verlauf der Geschichte hatte das Regiment mehrere Garnisonen und weitere Standorte, die unter anderem bei Kriegsgeschehen auch temporär bezogen wurden. Die Garnison des Regiments waren oft prägend für die Ortsbilder und gleichzeitig gesellschaftlicher und wirtschaftlicher Faktor in den jeweiligen Orten. Nachfolgend eine Übersicht.
- 1861–1864 Durlach, Garnison in der Karlsburg (Schloss) (im 21. Jahrhundert als Museum und Finanzamt genutzt).
- 1864–1866 Karlsruhe, Infanterie- und Grenadier-Kaserne, siehe Karlsruhe#Garnisonsstadt
- 1866–1919 Freiburg im Breisgau, Garnisonen in Karlskaserne und Erbgroßherzog-Friedrich-Kaserne.
- zeitweise zusätzlich 1887–1890 Neubreisach vergl. auch Deutsch-Französischer Krieg

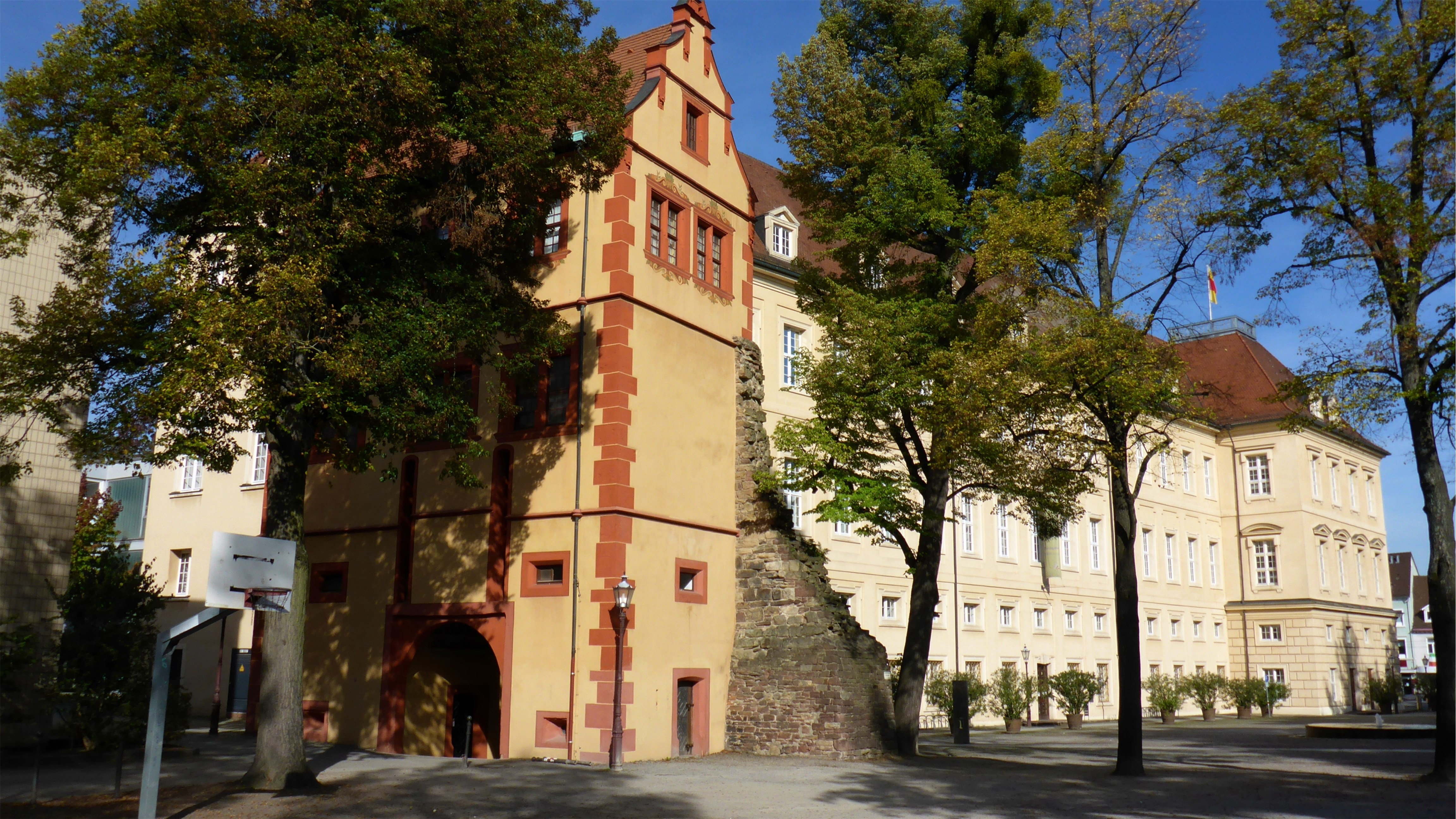
Karlsburg in Durlach
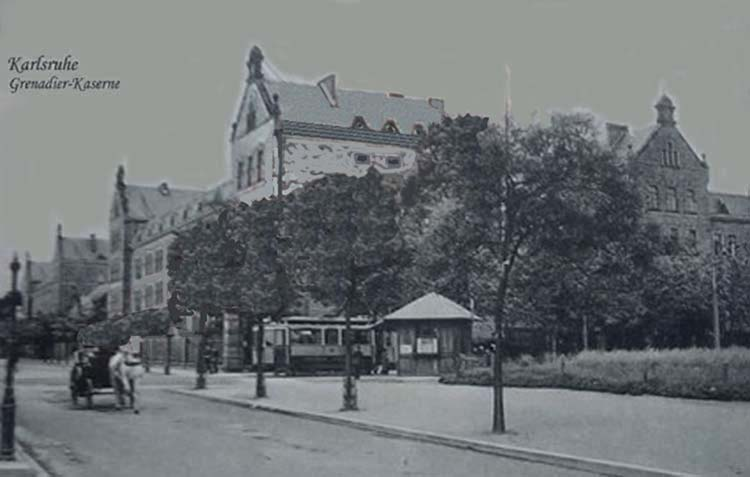
Grenadier-Kaserne in Karlsruhe
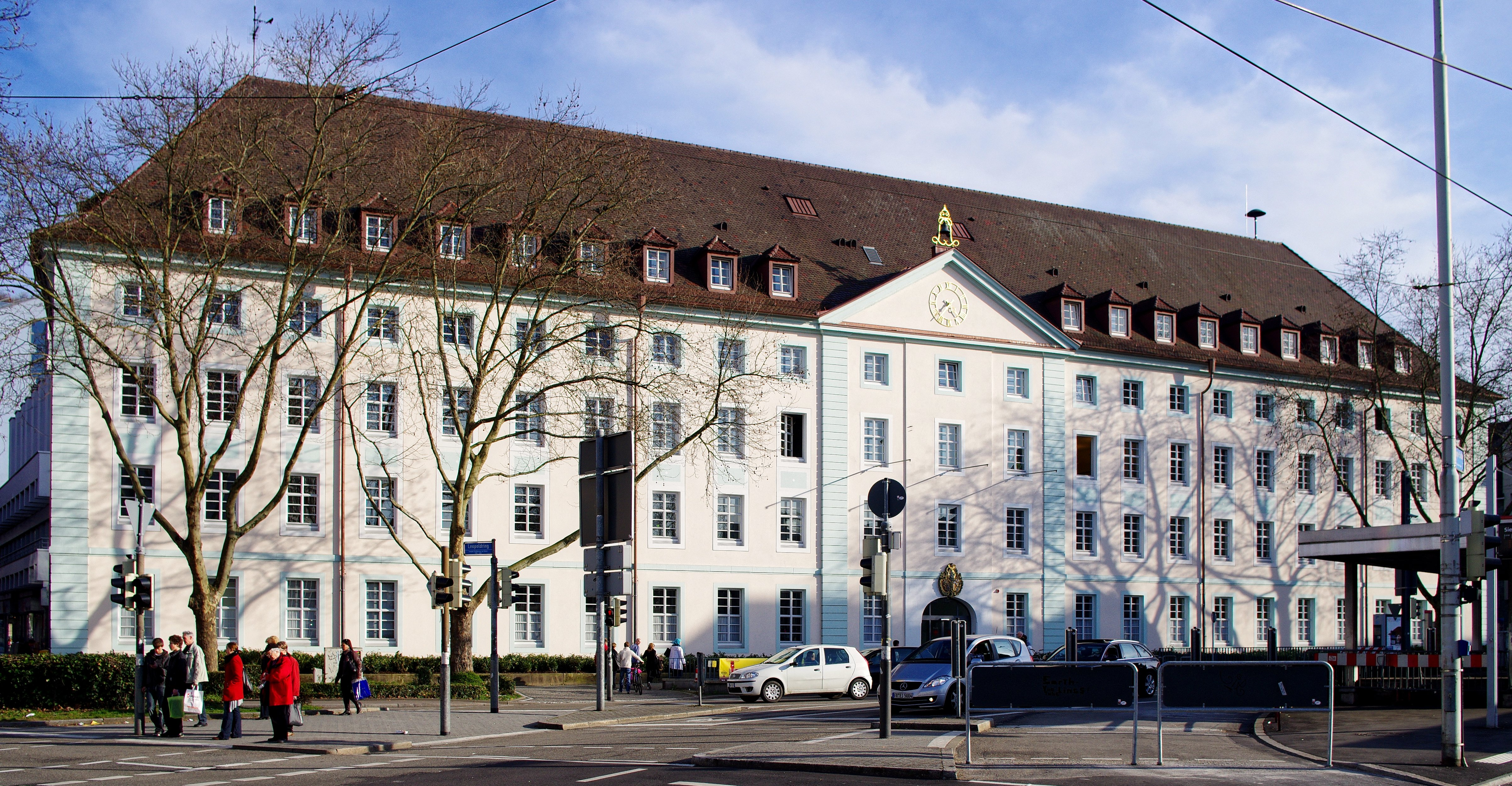
Karlskaserne in Freiburg
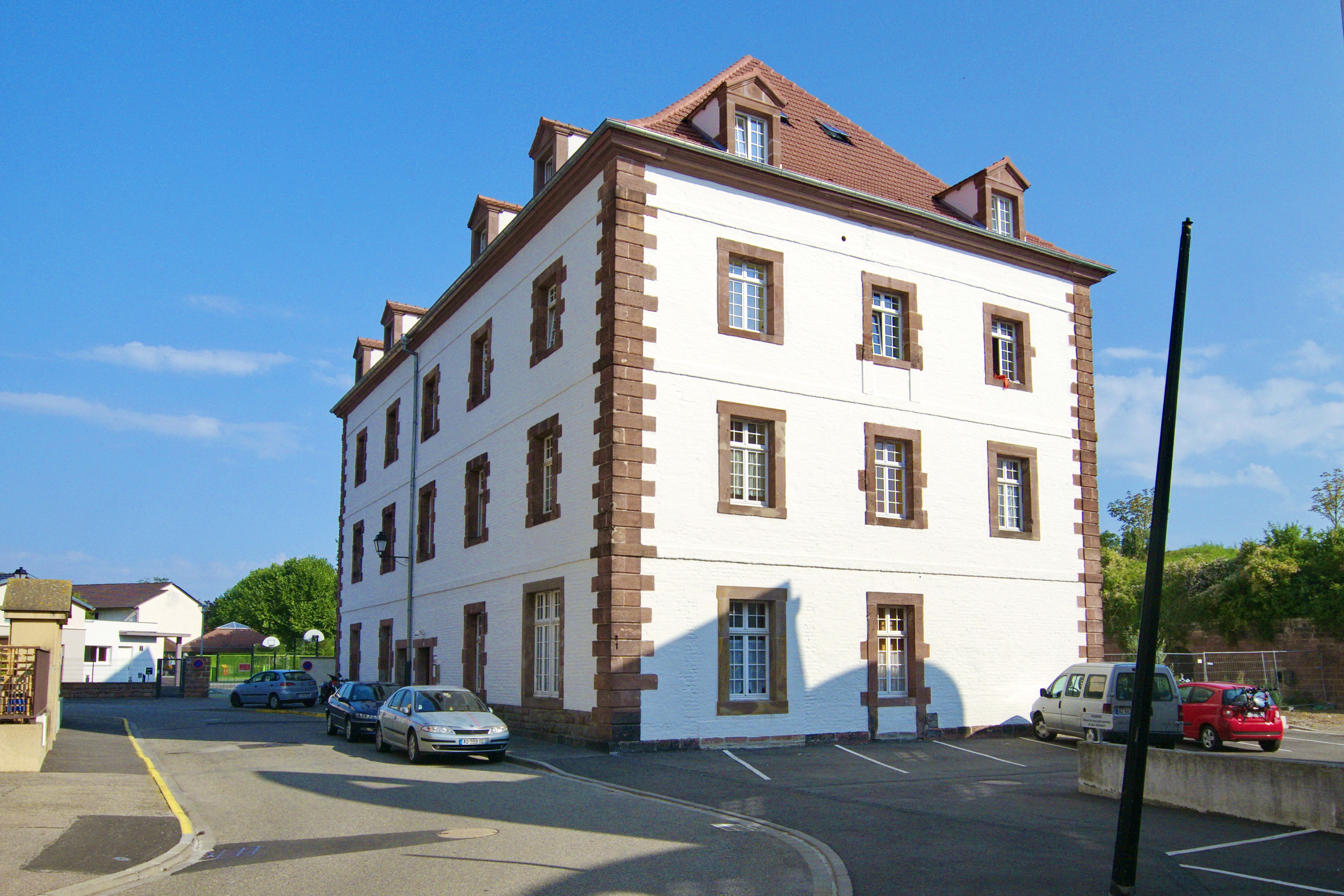
Seranokaserne in Neubreisach

## Einsätze des Regiments
Im Verlauf seiner Geschichte war das Regiment in drei Kriegen an verschiedenen militärischen Operationen beteiligt. Besonders im Ersten Weltkrieg hatte das Regiment erhebliche Verluste.

### Deutscher Krieg (1866)
(Quelle: )
- - Mobilmachung am 18. Juni 1866
  - Gefecht bei Hundheim (Juli 1866)[11], der damals noch als 5. badisches Infanterieregiment geführte Verband, verteidigte erfolgreich den Ort Hundheim und verhinderte einen preußischen Vorstoß auf Neuenkirchen.
  - Rückmarsch nach Karlsruhe (Juli–August 1866)
  - Rückkehr in Garnison Freiburg (9. August 1866)

### Deutsch-Französischer Krieg (1870–1871)
(Quelle: )
- 16. Juni 1870: Mobilmachung und Verlegung nach Rastatt
- 2.–10. Aug. 1870: Vormarsch über Maxau bis in die Gegend von Wörth, dann Verfolgung der in der Schlacht bei Wörth geschlagenen Franzosen über Hagenau – Brumath
- 10. Aug. – 4. Okt. 1870: Belagerung und Eroberung von Straßburg
- 5. Okt.–27. Dez. 1870: Verfolgungskämpfe und -gefechte in südwestlicher Richtung (Südvogesen, Jura, Côte d' Or)
- 28. Dez. 1870 – 10. Jan.1871: Märsche gegen Belfort, 5. Jan. 1871 Gefecht b. Levrecey
- 15. – 17. Jan.1871: Schlacht an der Lisaine (Januar 1871): Bei der Abwehr des zahlenmäßig überlegenen Entsatzangriffs der französischen Division Crémer am 16. Januar 1871 hielten die eingesetzten badischen Bataillone den Ort Châlonvillars und verhinderten die Umfassung der deutschen Kräfte; gleichzeitig führte dies mit anderen Ereignissen zu einer Fehleinschätzung des kommandierenden französischen Generals Bourbaki bezüglich der Stärke der deutschen Verbände, weswegen er seine Operationspläne (Durchbruch nach Süddeutschland) aufgab.
- 20. Jan. – 26. Febr. 1871: Verfolgung des geschlagenen Gegners durch das Doubs-Tal bis Besançon und Einschluss dieser Festung
- 27. Februar – 23. März 1871: Friedenspräliminarien, Ruhetage, ab 8. März Rückmarsch in die Garnison Freiburg

Gesamtverluste 1870–1871: Gefallen: 2 Offiziere, 7 Unteroffiziere, 77 Mann, verwundet  10 Offiziere, 26 Unteroffiziere, 191 Mann

### Erster Weltkrieg (1914–1918)
(Quelle: )
- Die Mobilmachung des Regiments erfolgte in Freiburg im Verlauf der ersten Augustwoche 1914.
- Schlacht in Lothringen (1. August bis 10. September 1914):

Die Schlacht bei Saarburg als erstes Gefecht, Gegner besiegt und teilweise gefangen genommen. (20. August 1914) 3 Offz., 113 Unteroffiziere und Mann gefallen, 8 Offiziere und 366 Unteroffiziere und Mann verw., 41 Mann vermisst
Baccarat – St. Barbe (21. August bis 8. September 1914): 3 Offz., 91 Unteroffiziere und Mann gefallen, 3 Offizier und 327 Unteroffiziere und Mann verwundet, 39 Mann vermisst
vor Toul, 21. - 30. Sept. 1914: 1 Offz., 36 Unteroffiziere und Mann gefallen, 2 Offiziere und 140 Unteroffiziere und Mann verwundet, 2 Mann vermisst
- Das Regiment wurde sodann mit dem gesamten XIV. Armee-Korps aus der Front gezogen und mit der Bahn nach Flandern transportiert, um im Rahmen des „Wettlaufes zum Meer“ dem Gegner nochmals die Flanke abzugewinnen, der Angriff, dessen Spitze das XIV.AK war, lief sich aber auch dort schnell zum Stellungskrieg fest:

Annay-Lens (4.–11. Oktober 1914): 2 Offz., 25 Unteroffiziere und Mann gefallen, 1 Offizier und 193 Unteroffiziere und Mann verwundet, 1 Mann vermisst
Auchy (12. Oktober – 15. November 1914): 5 Offz., 115 Unteroffiziere und Mann gefallen, 6 Offizier und 329 Unteroffiziere und Mann verwundet, 81 Mann vermisst
Vermelles (19. November – 6. Dezember 1914): 1 Offz., 47 Unteroffiziere und Mann gefallen, 125 Unteroffiziere und Mann verwundet, 10 Mann vermisst
Hulluch (7. Dezember 1914 bis 8. Mai 1915): 2 Offz., 54 Unteroffiziere und Mann gefallen, 2 Offizier und 171 Unteroffiziere und Mann verwundet, 5 Mann vermisst
- Lorettoschlacht (9. Mai–30. Juni 1915): 4 Offz., 198 Unteroffiziere und Mann gefallen, 8 Offiziere und 708 Unteroffiziere und Mann verwundet, 3 Mann vermisst

Loivre (10. Juli – 23. November 1915): 2 Unteroffiziere u. Mann tot, 13 Unteroffiziere und Mann verwundet
- Herbstschlacht in der Champagne (nur II. Bataillon, 20.-26. September 1915): Das II. Bataillon wird mit einem Bataillon des Grenadier-Regiments 110 als „Regiment Kuhlmann“ im Rahmen der Herbstschlacht in der Champagne eingesetzt und dabei fast vollständig vernichtet: 13 Offz., 11 Unteroffiziere und Mann gefallen, 1 Offizier und 71 Unteroffiziere und Mann verwundet, 7 Offiziere und 696  Mann gefangen/vermisst: von letzteren etwa die Hälfte gefallen, der Rest fiel verwundet in Gefangenschaft. Am 22. Oktober 1915 wurde das II. Bataillon aus Ersatzmannschaften aus der Heimat quasi völlig neu wieder formiert.

Kanonenberg, Tahure, Butte du Mesnil (24. November 1915 bis 4. Oktober 1916): 6 Offz., 146 Unteroffiziere und Mann gefallen, 7 Offiziere und 324 Unteroffiziere und Mann verwundet
- Schlacht an der Somme, Kämpfe bei Sommepy-Tahure  und Rouvroy-Ripont (7. Oktober 1916 bis 26. März 1917): 4 Offz., 78 Unteroffiziere und Mann gefallen, 17 Offiziere und 321 Unteroffiziere und Mann verwundet, 6 Mann vermisst

Cornillet-Berg (13. April – 3. Mai 1917): 6 Offz., 105 Unteroffiziere und Mann gefallen, 6 Offiziere und 292 Unteroffiziere und Mann verwundet, 7 Offiziere und 268 Mann vermisst
Butte du Mesnil (9. Mai – 12. Juni 1917): 4 Unteroffiziere und Mann verwundet, 2 Offiziere und 35 Mann vermisst
Maas-West (15. Juli – 8. September 1917) 6 Offz., 144 Unteroffiziere und Mann gefallen, 10 Offiziere und 487 Unteroffiziere und Mann verwundet, 1 Offizier und 228 Mann vermisst
Maas-Ost (5. Oktober 1917 bis 6. April 1918) 1 Offz., 44 Unteroffiziere und Mann gefallen, 261 Unteroffiziere und Mann verwundet, 6 Offiziere und 198 Mann vermisst
Kemmel (27. April –17. Mai 1918): 6 Offz., 110 Unteroffiziere und Mann gefallen, 11 Offiziere und 436 Unteroffiziere und Mann verwundet
Langemarck (15. Juni – 8. Juli 1918):  15 Unteroffiziere und Mann gefallen, 39 Unteroffiziere und Mann verwundet, 8 Mann vermisst
Vesle – Fismette (1. August – 3. September 1918): 1 Offz., 54 Unteroffiziere und Mann gefallen, 2 Offiziere, 160 Unteroffiziere und Mann verwundet, 6 Mann vermisst
Serval-Pinon (5. September – 4. Oktober 1918): 4 Offz., 60 Unteroffiziere und Mann gefallen, 4 Offiziere, 246 Unteroffiziere und Mann verwundet, 6 Offiziere und 171 Mann vermisst
Seboncourt – Hermannstellung (6. Oktober bis 11. November 1918), letzter Kampfeinsatz in Floursies südlich von Maubeuge (8. November 1918): 3 Offz., 1 Mann gefallen, 8 Offiziere, 185 Unteroffiziere und Mann verwundet, 358 Mann vermisst
- Rückkehr in die Garnison Freiburg (9. Januar 1919)

Das Regiment war während des ganzen Ersten Weltkrieges an der Westfront, vielfach an Brennpunkten, eingesetzt. An Offizieren und Unteroffizieren verlor es insgesamt 1515 Gefallene, 5301 Verwundete und 2177 Vermisste, von den Vermissten kann etwa die Hälfte den Gefallenen oder an ihren Wunden Gestorbenen zugerechnet werden, der Rest geriet in Gefangenschaft und konnte längere Zeit nach Kriegsende in die Heimat zurückkehren.

## Regimentskommandeure

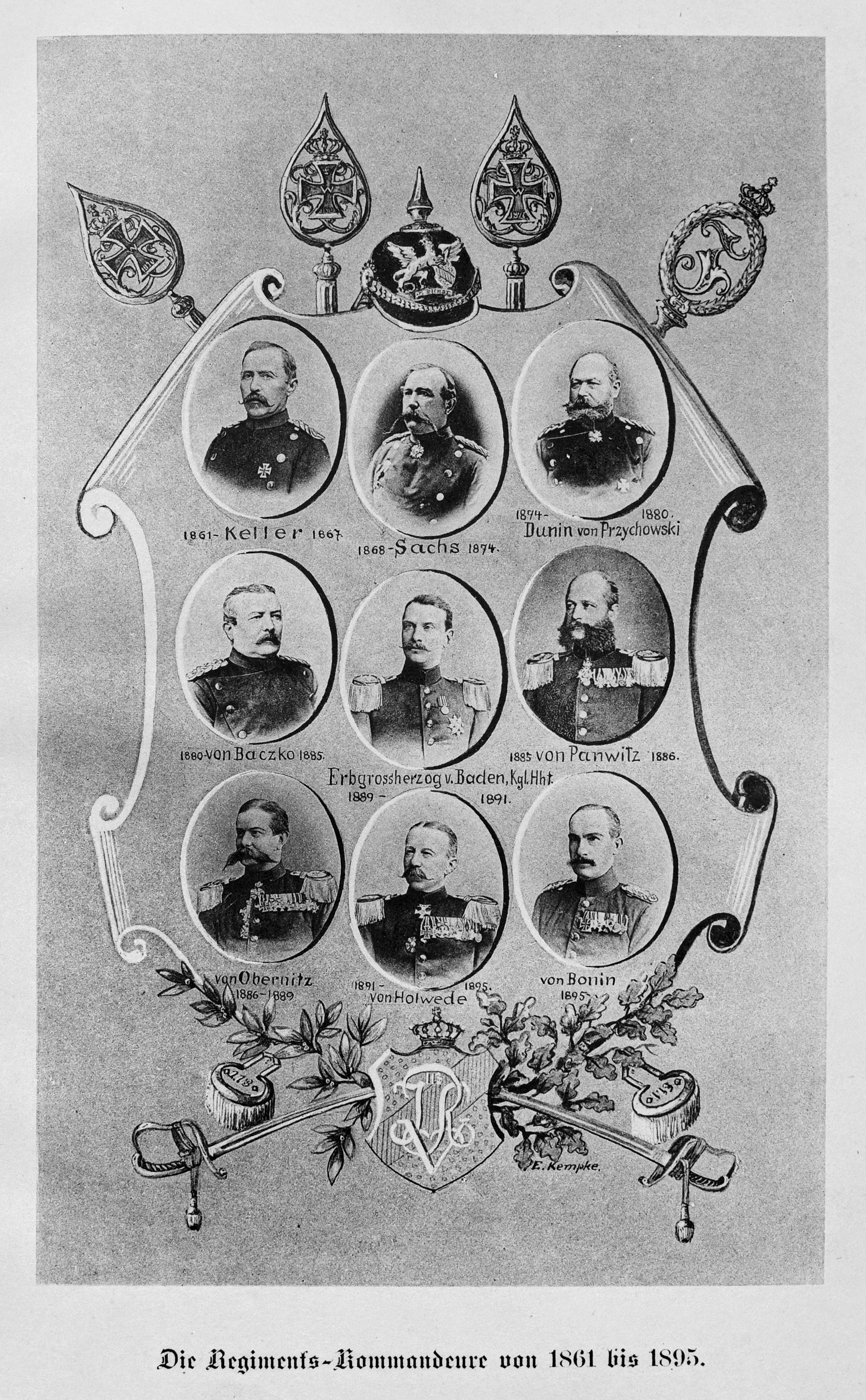
Die Regimentskommandeure von 1861 bis 1895; in der Mitte der damalige Erbgroßherzog Friedrich von Baden (ab 1907 als Friedrich II. Großherzog von Baden), der das Regiment von 1889 bis 1891 führte

| Dienstgrad            | Name                                | Datum         |
| --------------------- | ----------------------------------- | ------------- |
| Oberst                | Adolf Keller                        | 1861 bis 1867 |
| Oberstleutnant/Oberst | Friedrich Sachs                     | 1868 bis 1874 |
| Oberst                | Alexander Dunin von Przychowski     | 1874 bis 1880 |
| Oberst                | Reinhard von Baczko                 | 1880 bis 1885 |
| Oberst                | Oskar von Pannewitz                 | 1885 bis 1886 |
| Oberst                | Friedrich von Obernitz              | 1886 bis 1889 |
| Oberst                | Erbherzog Friedrich von Baden       | 1889 bis 1891 |
| Oberstleutnant/Oberst | Karl von Holwede                    | 1891 bis 1895 |
| Oberst                | Konstantin von Bonin                | 1895 bis 1898 |
| Oberst                | Bruno von Stuckrad                  | 1898 bis 1900 |
|                       | Ferdinand Waenker von Dankenschweil | 1900 bis 1902 |
| Oberst                | Richard von Beck                    | 1902 bis 1906 |
| Oberst                | Günther von Pannewitz               | 1906 bis 1908 |
| Oberstleutnant/Oberst | Paul Weese                          | 1908 bis 1914 |
|                       | Adolph Ebeling                      | 1914          |
|                       | Karl Kuhlmann                       | 1914 bis 1918 |
| Oberstleutnant        | Hans-Otto Kuschel                   | 1918          |
| Oberstleutnant        | Max Langemak                        | 1918          |
|                       | Friedrich Steltzer                  | 1918/1919     |
|                       | Karl Kuhlmann                       | 1919          |

## Bekannte Regimentsangehörige
Im Verlauf der Geschichte zählten etliche bekannte Personen zu den Angehörigen des Regiments. Unter anderem sind dazu bekannt:
- Adolf Boecklin von Boecklinsau
- Arno von Poser und Groß-Naedlitz
- Arthur Janke
- Berthold Deimling
- Bodo von der Horst
- Camill Schaible
- Carl Anton Meckel
- Carl Friedemann
- Carl Hauser
- Carl Rodenburg
- Emil Christian Dorner
- Ernst Lohmann
- Ernst Weber
- Erwin Gündert
- Ferdinand von Bockelmann
- Franz Bitter
- Franz Philipp
- Franz Stuhlmann
- Friedrich-Carl Cranz
- Friedrich von Kracht
- Friedrich von Liechtenstern
- Georg Wichura
- Georg von Schüßler
- Hans Gaede
- Heinrich Pick
- Herbert Kund
- Hermann Frommherz
- Hermann von Randow
- Johann von Braun
- Johannes Baptist Ferdinand
- Karl-Friedrich Schweickhard
- Karl Dürr
- Karl Geiler
- Karl Heimburger
- Karl von Rodewald
- Louis von Freyhold
- Martin Köpke
- Martin Venedey
- Oskar Geck
- Oskar von dem Hagen
- Otto Basler
- Otto von Ebmeyer
- Paul Florschütz
- Paul Grautoff
- Paul Kraske
- Paul Mauk
- Rudolf d’Orville von Löwenclau
- Stephan Westmann
- Theodor Leutwein
- Waldemar Wappenhans
- Walter Koch
- Wilhelm Roeder von Diersburg
- Wilhelm Schilling von Canstatt
- Wilhelm Winterer
- Wilhelm von Wolff
- Wolf Ernst Hugo Emil von Baudissin
- Wolfgang Weese

## Auflösung und Nachwirkung (ab 1919)

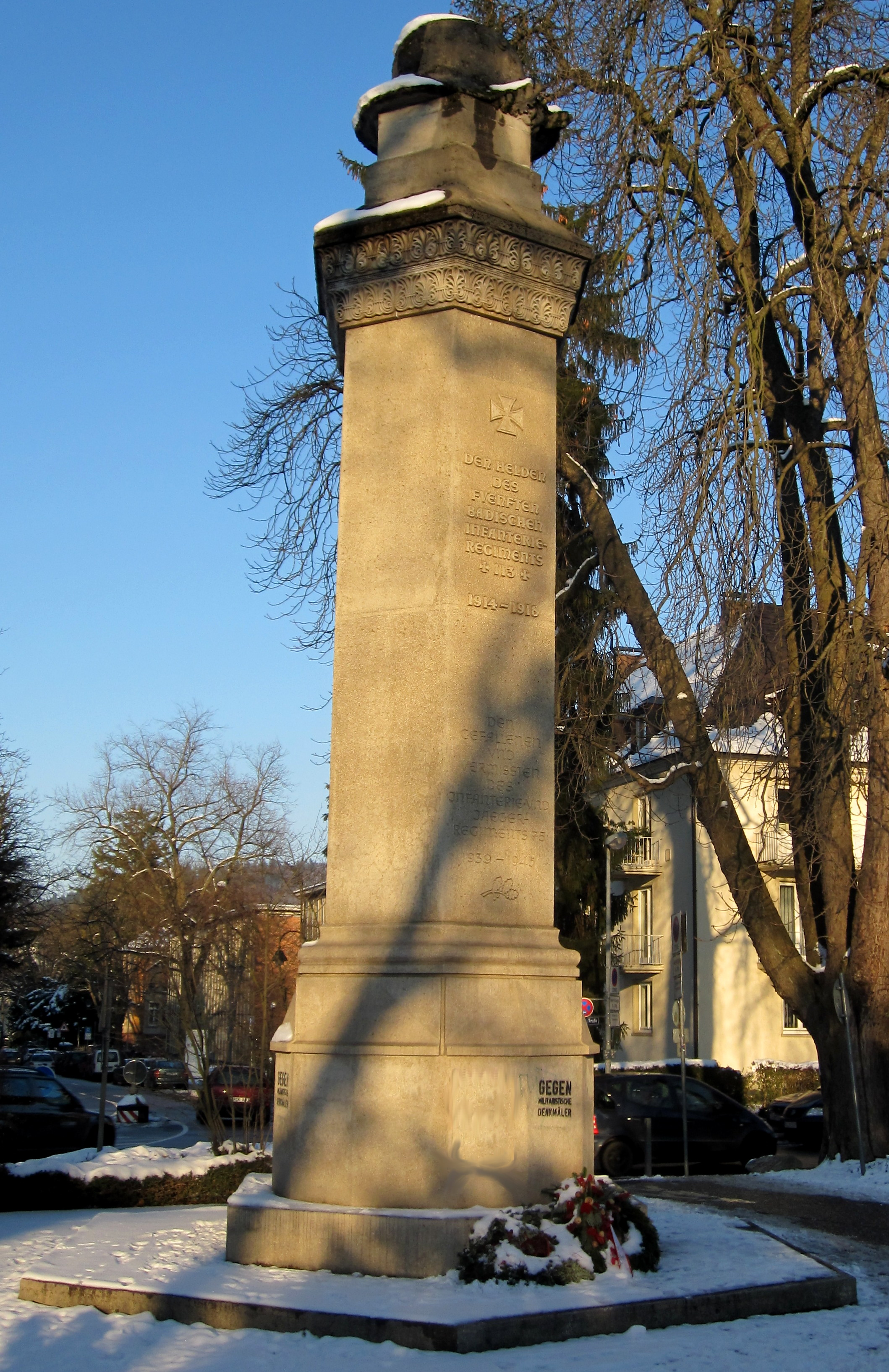
Gefallendenkmal in Freiburg für das 5. Badische Infanterie-Regiment Nr. 113

Durch die Demobilisierung blieben ab dem 2. Mai 1919 im Bereich des XIV. Armeekorps nur das Generalkommando, vier höhere Auflösungsstäbe und je eine Abwicklungsstelle bei denjenigen Infanterie- und Artillerie-Regimentern bestehen, die zum Friedensetat vor 1914 zählten. Im Freistaat Baden begann am 13. Januar 1919 mit der Annahme von Freiwilligen die Neubildung des badischen Volksheeres. Reichs- und Badische Volksregierung ließen als Reaktion auf den sogenannten „Spartakus-Aufstand“ im Februar 1919 zusätzlich zu den bereits bestehenden Freiwilligenformationen bei allen Einheiten weitere Freiwilligenverbände aufstellen. Die Traditionsübernahme des 5. Badisches Infanterie-Regiment Nr. 113 erfolgte 1921 von der 14. Kompanie des 14. (Bad.) Infanterie-Regiments der Reichswehr in Donaueschingen.

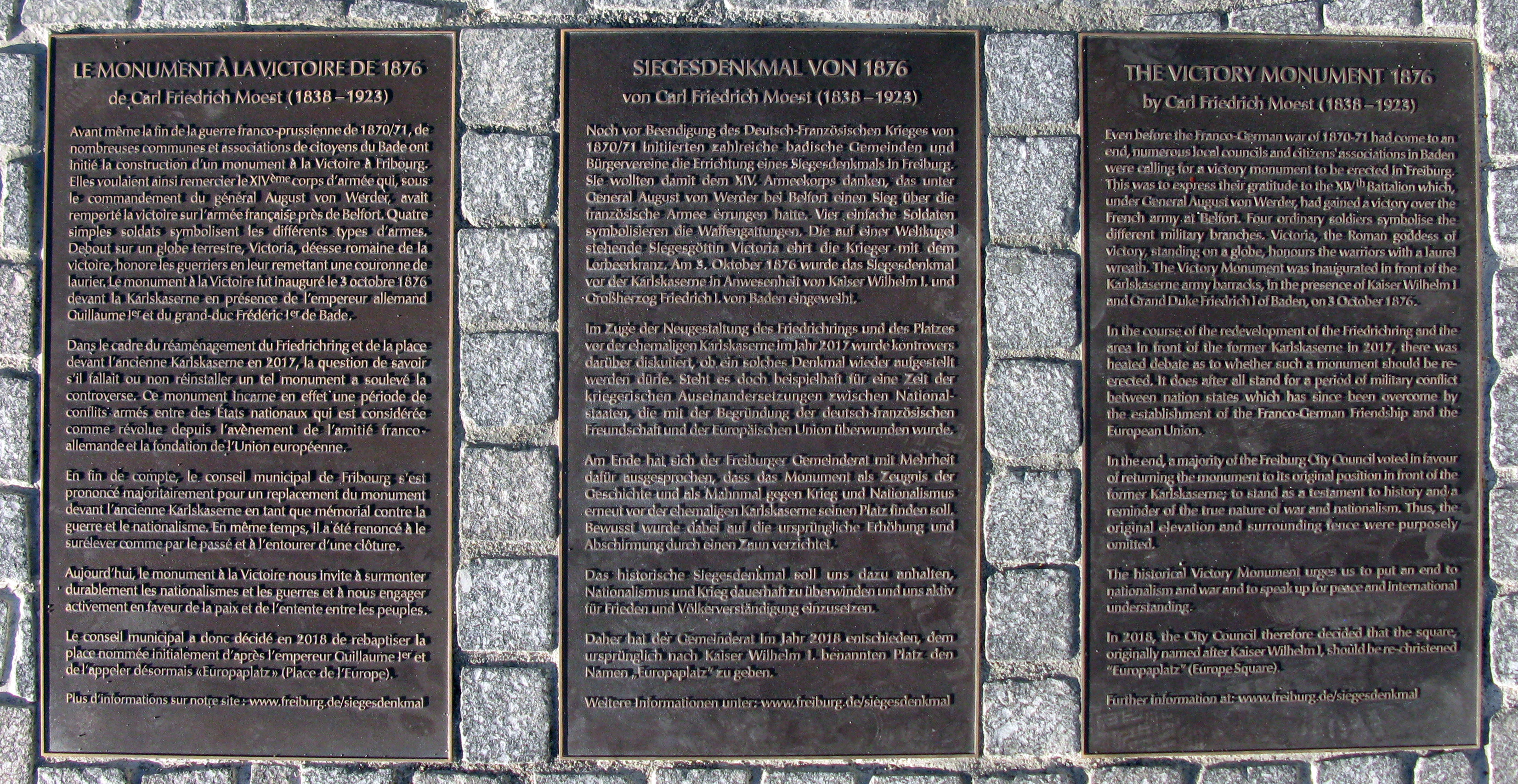
Im Juni 2019 installierte Infotafeln am Siegesdenkmal auf dem Freiburger Europaplatz

Als sichtbares Zeichen der Erinnerungskultur an die Geschichte des Regiments und an die gefallenen Regimentsangehörigen befindet sich eine 10 Meter hohe Säule als Denkmal in Freiburg an der Ecke des Stadtgartens, Höhe Stadtstraße und Ludwigstraße.(Lage) Die Säule stammt aus dem Baujahr 1925 und war ursprünglich am Leopoldring, Ecke Jacob-Burckhardt-Straße.
Im Jahr 2019 wurde vor der ehemaligen Kaserne des Regiments auf dem Europaplatz in Freiburg das Siegesdenkmal von 1876 erneut aufgestellt. Vorangegangen waren langwierige Verhandlungen mit der Kommune und Abstimmung im Gemeinderat. Auf den angebrachten Infotafeln wird ausdrücklich auf die kontroverse Diskussion zur Erinnerungskultur hingewiesen. Bei der Neugestaltung des Ensembles mit der Karlskaserne auf dem Europaplatz wurden Erinnerungstafeln neu arrangiert. An die Gefallenen der „113er“ erinnerten 18 Bronzetafeln, die 1874 an den Säulen des Gitters vor der Kaserne angebracht wurden. Diese wurden 1972 auf dem Alten Friedhof aufgestellt.
Musikalische Rezeption des Regiments ist über das Badnerlied die Regionalhymne der südwestdeutschen Region Baden bekannt. Die früheste bekannte Druckfassung des Badnerlieds mit seinen fünf Grundstrophen findet sich in Marschlieder des 5. Badisches Infanterie-Regiment Nr. 113 von Karl Pecher aus dem Jahr 1906.

## Archive
Die Regimentsakten lagerten 1919 zunächst bei der Abwicklungsstelle des Regiments, gingen dann an das Archiv des XIV. Armeekorps und kamen 1947 bis 1949 an das Generallandesarchiv Karlsruhe.

## Literatur

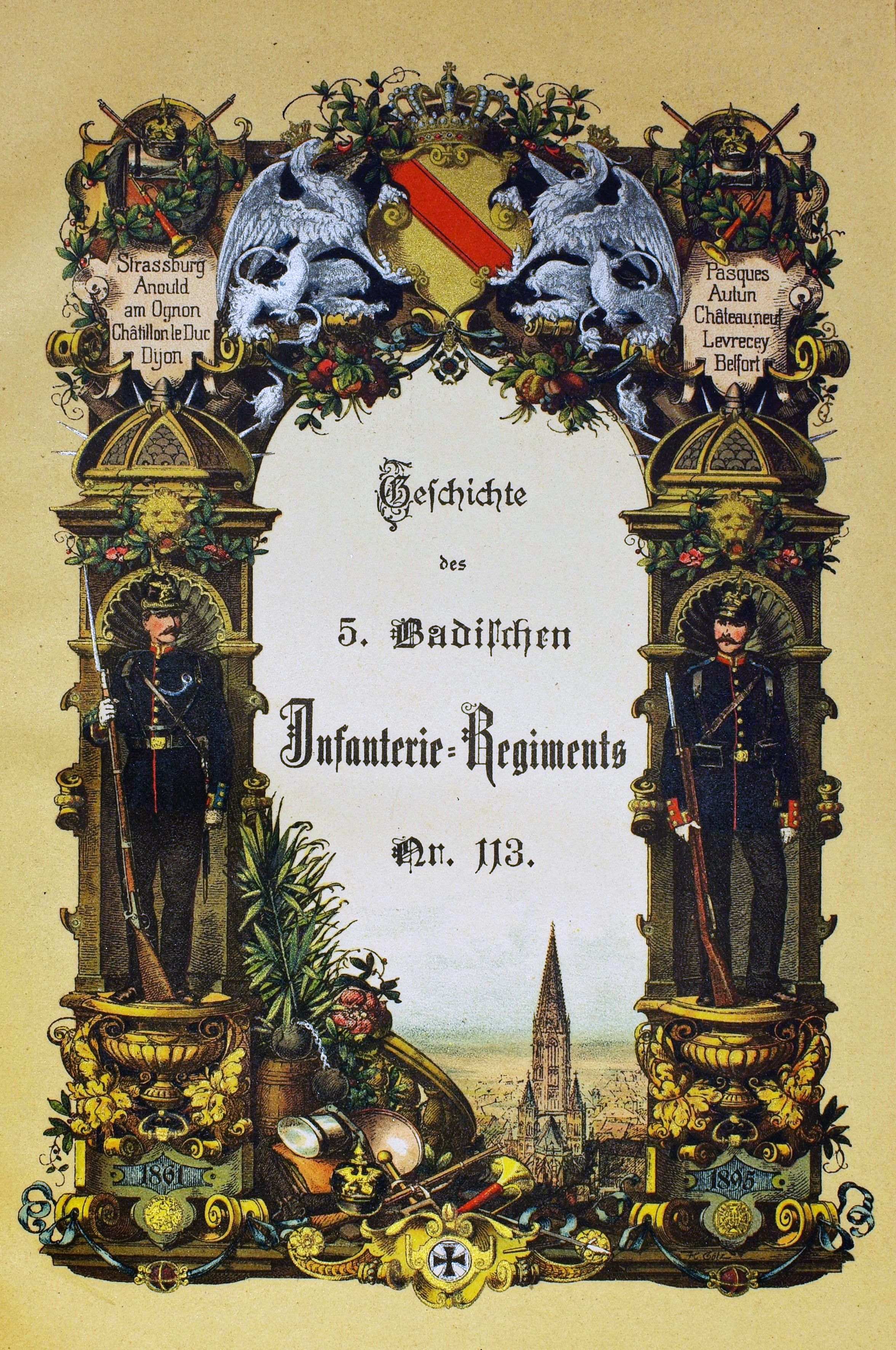
Geschichte des 5. Badischen Infanterie-Regiments Nr. 113. Schmuckblatt der 3. Auflage 1896